# 獨立監察警方處理投訴委員會

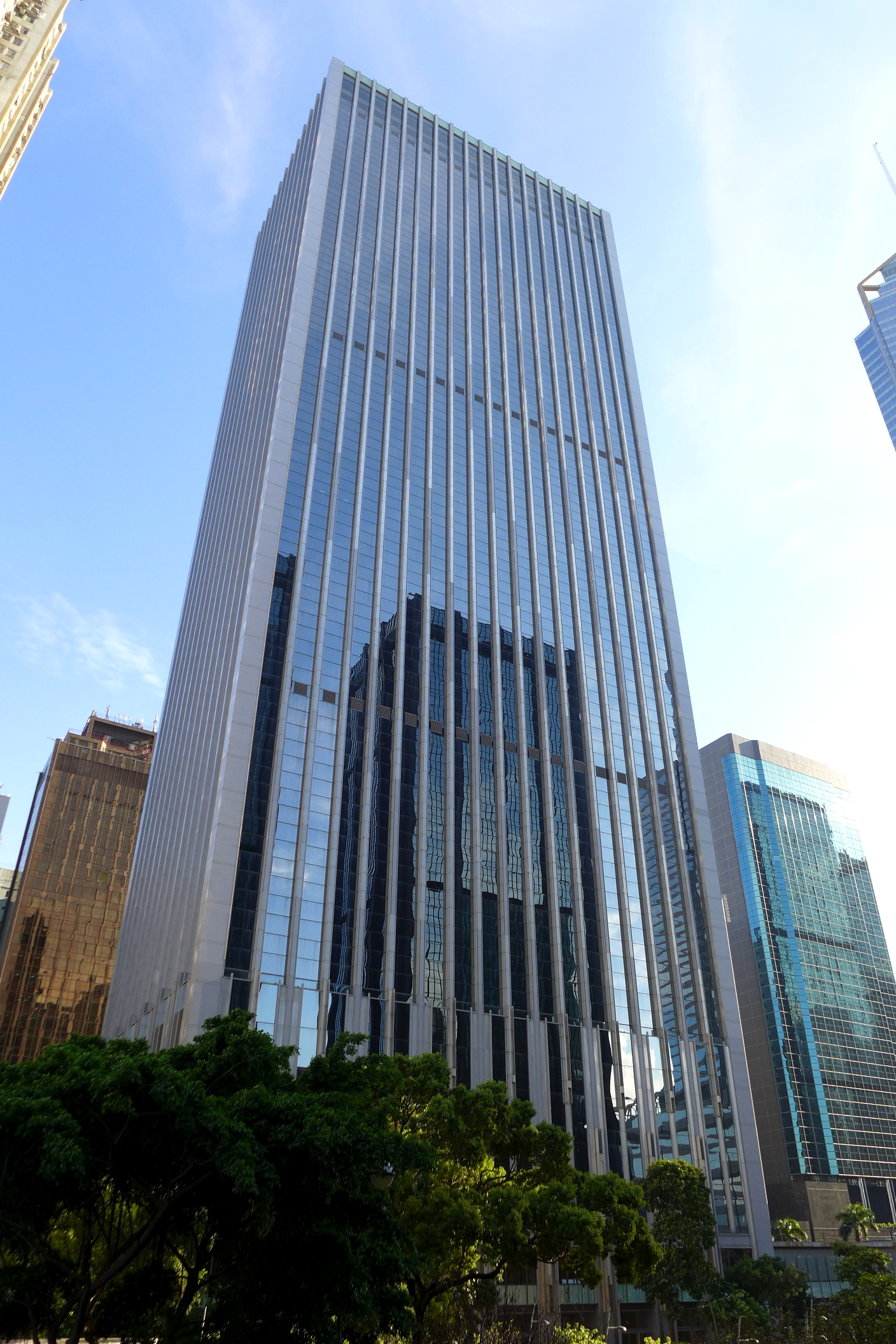
獨立監察警方處理投訴委員會辦事處位於灣仔華潤大廈10樓

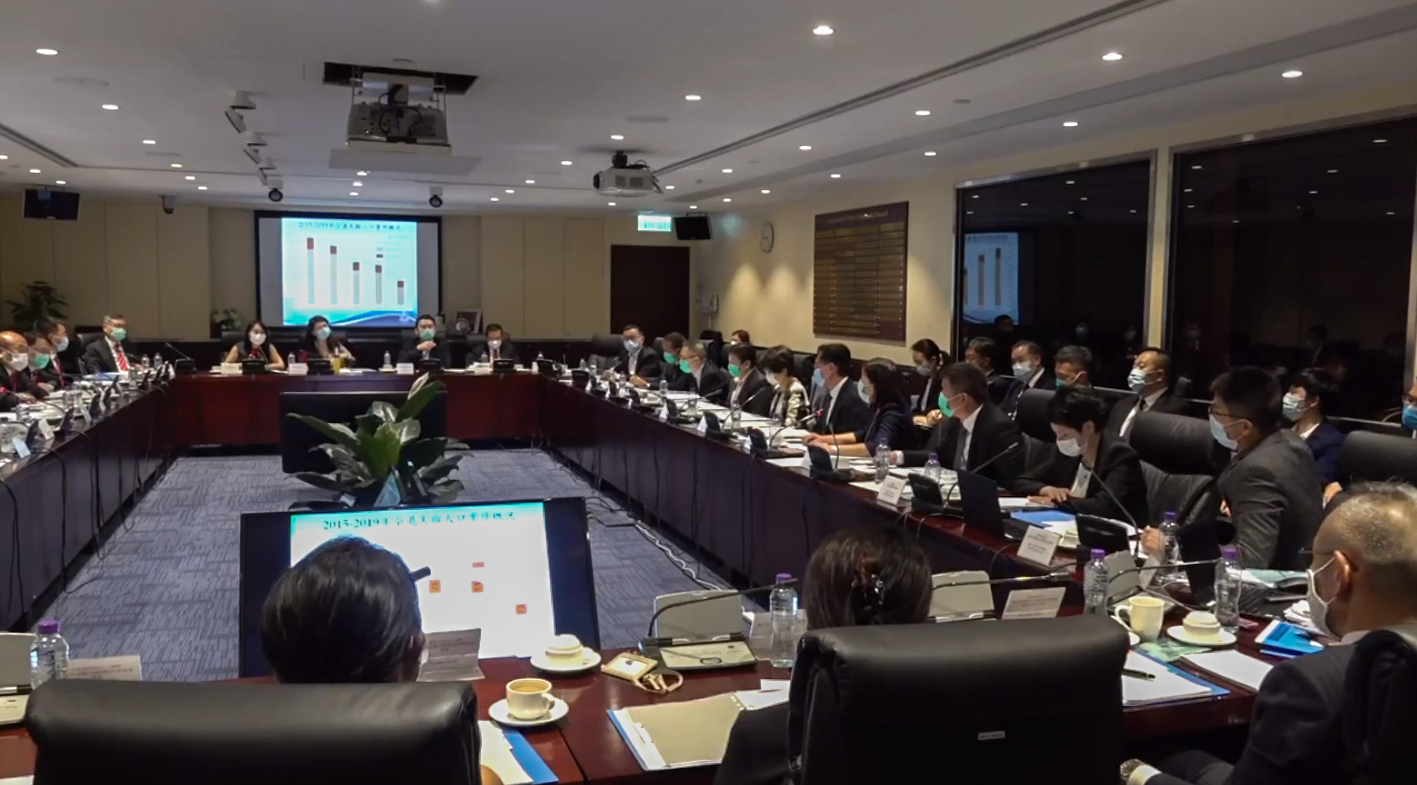
監警會與警方舉行公開會議（2020年6月16日）

獨立監察警方處理投訴委員會（簡稱監警會）是香港的一個法定機構，全部成員均由香港特別行政區行政長官委任，其前稱為投訴警方獨立監察委員會。監警會的職責是監察和覆檢香港警務處投訴及內部調查科所調查的個案，但監警會並沒有獲授予法定的調查權力，只能向警方提供意見，希望警隊接納。

## 歷史

### 創建及發展
監警會前身為行政立法兩局非官守議員組成的警方投訴事宜常務小組。於1986年，當時的總督把常務小組改組為一個非法定但獨立的投訴警方事宜監察委員會，在1994年12月改稱為投訴警方獨立監察委員會（簡稱警監會）。 1996年7月向當時的立法局提交條例草案，草案全體委員會通過了多項當局無法接受的修正，當時的保安司於1997年6月撤回該條例草案。
2007年7月，再次向立法會提交條例草案，把原有的警監會轉為法定機構。經過9個月的審議，於2008年7月通過《獨立監察警方處理投訴委員會條例》，於2009年6月1日起生效，原有的警監會亦於同日轉為法定機構，並改稱為獨立監察警方處理投訴委員會（簡稱監警會）。
於2010年，獨立監察警方處理投訴委員會主席翟紹唐表示大部份投訴涉及疏忽職守等輕微指控，部份投訴人更是惡人先告狀，濫用機制。於2010年4月，獨立監察警方處理投訴委員會和警隊成立警隊預防投訴警察委員會，研究"優化"制度，以防止市民濫用投訴機制。市民透過監警會投訴警察不當行為的空間進一步收窄。至2014年雨傘革命及2019年反修例衝突，監警會已被部份市民認為無能力調查及監管警方的不當行為，當中由以元朗襲擊事件、太子站襲擊事件等最為嚴重。

## 職權範圍

### 職能
根據《獨立監察警方處理投訴委員會條例》，獨立監察警方處理投訴委員會共有4大職能，包括：
- 監察警方處理市民投訴的方法，並於適當時駁回投訴。
- 間中覆檢導致市民投訴警務人員的各類行為的統計數字；覆檢警方的工作程序，找出引起投訴或可能引起投訴的不當之處。
- 適當時，向香港警務處，或在有需要時向行政長官提出建議[7]。

### 權力
條例賦予獨立監察警方處理投訴委員會的權力
1. 要求警方提供與須匯報投訴有關的資料或材料，以及澄清事實、差異或裁斷
2. 要求警方調查或重新調查須匯報投訴
3. 為考慮警方就須匯報投訴作出的調查報告而進行會見
4. 要求警方就對警隊成員已採取或會採取而與須匯報投訴有關的行動提供解釋
5. 要求警方向獨立監察警方處理投訴委員會呈交報告，匯報就獨立監察警方處理投訴委員會作出的建議而已採取或會採取的任何行動
6. 要求警方凡就關乎處理或調查須匯報投訴方面而建議的新訓令或新手冊，或對有關訓令或手冊作出重大修訂，徵詢獨立監察警方處理投訴委員會的意見
7. 獨立監察警方處理投訴委員會成員和觀察員在任何時間且未經預約的情況下，出席警方就某須匯報投訴進行的會面，或觀察警方就某須匯報投訴的調查而進行的證據收集[8]

## 架構
獨立監察警方處理投訴委員會屬法定機構，主要由公眾人士組織，其行政工作交由獨立監察警方處理投訴委員會秘書處處理，以協助獨立監察警方處理投訴委員會的日常運作。

## 歷任主席
- 張健利資深大律師
- 鄧國楨資深大律師
- 黃福鑫資深大律師
- 翟紹唐資深大律師
- 郭琳廣律師
- 梁定邦資深大律師
- 王沛詩大律師

## 歷任副主席
| 年度                     | 委員                       |
| ------------------------ | -------------------------- |
| 2009（6月1日開始）／2010 | #李國麟、*林大輝、*石禮謙  |
| 2011／2012               | #林大輝、#李國麟、#石禮謙  |
| 2013／2014               | #林大輝、#石禮謙、*陳健波  |
| 2015／2016               | #陳健波、*張華峰、*謝偉銓  |
| 2017／2018               | #陳健波、#張華峰、#@謝偉銓 |
| 2019／2021               | 易志明、陳振英、吳永嘉     |

＃再度委任
＊新委任
@首名非在任立法會議員的副主席

## 委員會成員
監警會的主席及委員監警會委員全部均由行政長官委任，早期的委員會主要由來自不同界別的專業人士，當中包括少量民主派議員，但梁振英在2012年上任特首後於2014年委任曾是廣西政協的郭琳廣出任監警會主席，而所有民主派議員都不獲續任，自2017年起監警會全由立場親政府的建制派議員及人士組成。
主席
- 王沛詩— 大律師

副主席
- 陳振英，JP－立法會議員（金融界）
- 易志明，SBS，JP－立法會議員（航運交通界）
- 吳永嘉，BBS－立法會議員（工業界（第二）界別）

委員
- 余漢坤
- 陳美寳
- 陳正欣
- 羅孔君
- 李文斌
- 歐楚筠
- 錢志庸
- 陳錦榮
- 李家仁，BBS，MH，JP
- 陸貽信，BBS，SC
- 鄺永銓
- 王家揚
- 朱永耀
- 彭韻僖，MH，JP
- 歐楚筠
- 黃至生教授
- 楊華勇 (商人)，JP
- 李曉華
- 余黎青萍
- 陳黃麗娟博士
- 林定國－律政司司長、資深大律師
- 藍德業－資深大律師

## 統計
於2010年至2011年度，獨立監察警方處理投訴委員會處理了7,952宗指控，經過全面調查的指控有2,440宗，證明屬實的指控有335宗，比率為3%；證明並無過錯的指控有636宗；屬虛假不確的指控有179宗。
於2011年至2012年度，獨立監察警方處理投訴委員會處理了6,239宗指控，證明屬實的指控有166宗，比率為2.6%。

## 事件

### 2019年反修例衝突
2019年以林鄭月娥為首的香港特區政府強推逃犯條例修訂草案引發香港公眾大規模抗議及展開反對逃犯條例修訂草案運動，在6月12日民眾為阻止條例在立法會二讀而與警方爆發金鐘衝突，警方期間發射大量催淚彈、橡膠子彈及布袋彈驅散示威者，造成過百人受傷，事件受到香港及國際社會極大關注，在6月16日有近200萬人參與反對逃犯條例修訂草案遊行表達成立具法定調查權力的「獨立調查委員會」調查事件的訴求，惟林鄭月娥拒絕成立獨立調查委員會，而監警會則在建制派主導下稱會主動審視修例引發的事件，在7月1日發生示威者一度佔領立法會的事件後，監警會宣布主動審視6月9日至7月2日的公眾活動，了解警方的執法情況，期望6個月內向行政長官林鄭月娥及警務處交報告。
由於監警會只有審視的職能，並無調查的權力，而且成員均為行政長官委任的親政府建制派人士，調查範圍也僅局限於警隊前線的執法情況，由保安局局長李家超及警務處處長盧偉聰所作的政治決定並非監警會能夠調查，監警會的審視時間線截止於7月2日亦被指迴避7月14日的沙田新城市廣場衝突，在7月21日懷疑有警務人員牽涉的元朗襲擊事件亦不在監警會的審視範圍，所以公眾普遍要求政府仿效南丫島撞船事故後設立的南丫島附近撞船事故調查委員會，就政府推行逃犯條例引發的連串衝突成立具法定調查權力的「獨立調查委員會」。雖然監警會在8月16日稱會考慮廣大審視範圍至7月2日之後，但仍是缺乏法定權力可對警方的行動進行獨立的調查。有監警會前成員指出監警會的公信力不足，終審法院前首席法官李國能也提出須要獨立調查，亦有督察指出有警員涉嫌毆打已被制服的示威者及捲入元朗襲擊，認為獨立調查有助重建警隊的形象，社會輿論亦指林鄭月娥將缺乏調查權力的監警會作為拒絕成立獨立調查委員會的藉口，監警會提交的審視結果亦無法服眾。
監警會為協助檢視投訴的工作，決定聘請海外專家組成國際專家小組，並期望以此提高檢視投訴工作及發表報告的公信力，其後於9月4日公布國際專家小組的5位成員名單，成员分别为丹尼斯·奥康纳（英国籍）、Colin Doherty（新西兰籍）、Michael F Adams（澳籍）、Clifford Stott（英籍）及Gerry McNeilly（加拿大籍），惟國際專家小組認為監警會權責不清及缺乏獨立調查的權力，無法有效調查，專家小組的各人於12月集體請辭。
11月10日，國際專家小組發出聲明指監警會權力及獨立調查能力不足，有結構性限制，建議下一步由具足夠權力的獨立機構調查反送中運動中的警隊暴力及爭議，監警會主席梁定邦亦同意此看法，政府發言人稱今次審視旨在查找事實，找出未來方向。

#### 國際專家小組全數辭職
12月11日，《華爾街日報》報導國際專家小組成員已經集體辭職，報導指專家小組成員關注監警會權力有限，包括未能傳喚證人或迫使警員提供證據，而公眾的投訴在送交監警會前須先向警方投訴，專家小組認為監警會的權力及獨立調查能力存在嚴重不足，專家小組曾就此與監警會在上月進行討論，但會談並沒有進展，也未能就調查工作達成協議，所以國際專家小組成員決定辭職。監警會主席梁定邦於同日下午回應國際專家小組成員已經辭職時表示，專家小組是階段性工作做完後退出，對工作進度影響不大，監警會將於2020年1月發表首份報告，梁定邦承認監警會法定權力不足，只能「做得幾多得幾多」。民權觀察認為國際專家組請辭，證明監警會現時的調查工作不符合專業標準，無法對警察暴力及濫權問題進行具公信力及全面的調查。政府其後回應堅持以目前機制及方式，由監警會調查，拒絕成立獨立調查委員會。

#### 千頁調查報告被批有失公允
2020年5月15日，長達一千多頁的反修例風波專題審視報告出爐。該報告記載自去年6月9日以來警方的行動，承認警方的處理手法存在改善空間，同時提出52項建議，促請警方檢討有關程序操作，釐清警員及指揮官使用的武力範圍，修補與傳媒的關係，加強市民對警方執法行動的認知。其中，6月12日、7月1日、7月21日、8月11日和8月31日等重大事件獨立成為章節。其中，報告指出6月12日警方在中信大廈發射催淚彈險釀成人踩人事件；7月21日元朗襲擊事件多次錯失情報及澄清的機會，激化民眾對警黑勾結的矛盾，但同時指出警司與疑似黑社會的白衣人交談有充分理由，不存在警黑勾結；8月11日葵芳站和太古站的行動，警方沒有跟隨製造商國際指引，向示威者肩膊以上部位發射胡椒球彈，同時也需要檢視室內施放催淚彈的指引；而8月31日太子站事件，報告認同行動中封站及用特別列車運載被捕人士的做法，但指出警方反應遲緩，沒有及時制止死人傳言發酵。
香港行政長官林鄭月娥在召開記者會時表示政府整體接納報告建議，已經要求保安局局長李家超成立專責小組，親自督導和提供建議，定期向她匯報情況。她又指，報告的出爐不代表社會事件的結束，現時監警會仍然有大量需要審視處理的投訴，而廉政公署也在處理涉及警員的投訴，繼續檢控被捕人士，確保案件得到公平裁決。警方表示知悉和接納監警會的報告，會認真審閱報告內容，參與及全面配合由保安局局長督導的專責小組，研究報告提出的建議。然而有學者和民主派人士批評報告明顯偏袒警方。其中，民間人權陣線召集人岑子傑認為報告刻意模糊警察暴力問題，沒有評價警方是否過分使用武力等問題，質疑監警會是幫助警隊公關，堅持指獨立調查委員會才能還原事件真相。立法會議員林卓廷對報告感到憤怒，批評報告不分是非，淡化白衣人的暴力及警方失職行為，同時當著記者當場撕毀報告。公民黨議員楊岳橋指監警會沒有調查權，報告只聽取片面的意見。曾任監警會成員的香港大學法律學院首席講師張達明亦認為報告在未有調查的情況下作出結論，影響到對警方投訴的處理。此前退出國際專家小組的英國學者斯達特（Clifford Stott）也在個人Twitter上關注報告內容，指責報告混淆視聽。

## 爭議

### 欠缺調查的權力
監警會的職能只是負責審視警務處轄下投訴及內部調查科的調查結果，本身並無獨立調查權，監警會也不接受市民直接向委員會提出對警方的投訴，因此市民須先向警方的投訴及內部調查科提出投訴，待有結果後再由監警會复核，監警會可就投訴個案的結果提供建議，但警方可拒絕接納，大部分證實違規個案亦僅以警告或訓諭方式處理，而根據調查報告，警方對監警會的質詢及建議，多年來的回應及接受率低至0%，反映警方普遍不接納監警會的意見。
早年，投訴警察課缺乏非警務人員的參與，惹來市民批評是「自己人查自己人」，1994年投訴警方獨立監察委員會報告曾建議投訴警察課應該加入非警務人員參與調查一些嚴重的投訴，並同時建議委派非專業人士監察調查的過程。1994年度委員會收到約4,100宗對警員的投訴，主要為警員態度欠佳、使用粗言穢語等，當中約65%投訴最終撤回。
此外，監警會因其職能只是「觀察、監察和覆檢」投訴警察課的調查，自身沒有調查權、處分權和定案權，故被稱為「三無」的「無牙老虎」。

## 市民滿意度
據港大民意研究計劃受監警會委托進行的年度意見調查，2016年平均56.1分、2017年60.5分、2018年61.4分、2019年34.2分。儘管45%受訪者表示對監警會有信心，但也有26%人欠缺信心，認為監警會委員屬委任及處理個案時，可能會偏袒警方，予人「自己人查自己人」的觀感。由於成員全由行政長官委任，監警會的意識形態在近年亦偏頗警方，又受限於監警會的權力，即使警員被監警會裁定違規，警隊亦多以訓諭方式解決，監警會的角色甚為被動。此外，因監警會成員由建制派背景的人士壟斷，部分成員更曾提供款項給被裁定非法使用武力而遭定罪的警員，使監警會公信力存疑。

## 以監警會為主題的影視作品
- 監警最前線：於2021年10月16日-11月6日逢周六在無綫電視翡翠台23:30-00:00播出